# 105 Mile Post 2
105 Mile Post 2 är ett reservat i Kanada.. Det ligger i provinsen British Columbia, i den södra delen av landet, 3 400 km väster om huvudstaden Ottawa.
Trakten runt 105 Mile Post 2 består i huvudsak av gräsmarker. Trakten runt 105 Mile Post 2 är nära nog obefolkad, med mindre än två invånare per kvadratkilometer.